# Наткишкяйское староство
Наткишкяйское староство (лит. Natkiškių seniūnija) — одно из 5 староств Пагегского самоуправления, Таурагского уезда Литвы. Административный центр — деревня Наткишкяй.

## География
Расположено на западе Литвы, в северной части Пагегского самоуправления, в Нижненеманской низменности.
Граничит с Пагегским староством на юге, Лауксаргяйским староством Таурагского района — на юго-востоке, Жигайчяйским староством Таурагского района — на востоке и севере, Катичяйским староством Шилутского района — на западе, и Вайнутским староством Шилутского района — на северо-западе.

## Население
Наткишкяйское староство включает в себя 13 деревень и 4 хутора.